# Bellavista (Tepic)
Bellavista es una localidad rural del municipio mexicano de Tepic, en el estado de Nayarit. Se encuentra a 9.5 km de Tepic. Es conocida por la Fábrica Textil de Bellavista.